# Гусиная кожа

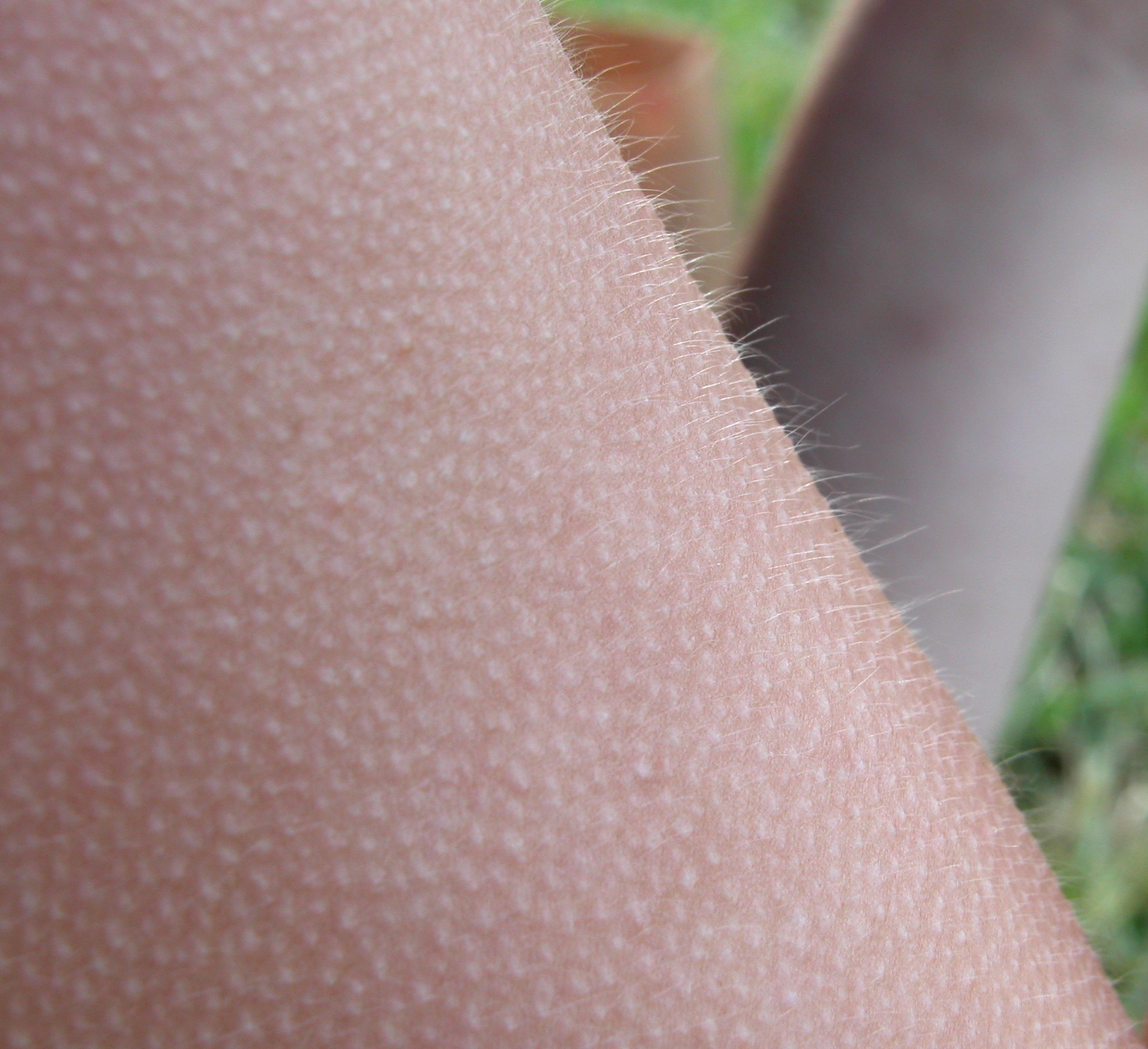
«Гусиная кожа»

Гусиная кожа (лат. cutis anserina), также пилоэрекция — небольшие пупырышки у основания мелкого волосяного покрова на коже человека, непроизвольно возникающие в случаях, когда организму холодно или же человек испытывает сильное эмоциональное возбуждение, например страх или благоговение, восхищение или сексуальное возбуждение. Ощущение, которое возникает при появлении «гусиной кожи», обычно описывают словами «мурашки по коже побежали» или «волосы дыбом встали».

## Физиология

1) Эпидермис 2) Мускул Arrector pili 3) Волосяной фолликул 4) Дерма
Диаграма показывает, как мышца arrector pili соединяется с волосяным фолликулом и эпидермисом. Сокращение этого мускула приводит к подъёму волоса и возникновению «гусиной кожи».

Рефлекс, приводящий к возникновению «гусиной кожи», называется пиломоторный рефлекс. В результате стимуляции сенситивных периферических нервов, исходящих непосредственно из спинного мозга, происходит возбуждение вегетативных периферических нервных окончаний, которые отвечают за сокращение гладкой мускулатуры волосяных фолликулов. Сокращаясь, мышцы фолликулов поднимают волоски на теле организма — наблюдается эффект пилоэрекции.
Пиломоторный рефлекс присущ не только людям, но также многим другим млекопитающим. При реакции на холод поднятые волоски способствуют тому, что прогретый телом слой воздуха задерживается у поверхности кожи. При реакции на опасность поднятая шерсть делает животных внешне более массивными и придает устрашающий вид. Такая реакция часто наблюдается у шимпанзе, у напуганных или раздражённых мышей, кошек, собак. Дикобраз известен как раз проявлением пиломоторного рефлекса, в результате которого колючки (видоизменённые волосы) на его спине поднимаются при возникновении опасности.
У людей эффект «гусиной кожи» часто может быть вызван не только холодом или страхом, но и другими сильными эмоциями, вызванными, например, прекрасной музыкой, или, наоборот, скрежетом мела по доске или металла по стеклу, чувством удовлетворения или наслаждения чем-либо, сексуальным возбуждением. Пилоэрекция у людей является рудиментарным рефлексом — ввиду ограниченности волосяного покрова он потерял для человека практический смысл.
В 2018 году группа учёных из Гарварда узнала, что мышцы, которые участвуют в появлении «гусиной кожи», стимулируют стволовые клетки кожи, тем самым ускоряя рост волос и помогая создавать волосяные фолликулы.

## Этимология
Название «гусиная кожа» действительно происходит от сравнения с кожей гусей. Перья у гусей произрастают из уплотнений в эпидермисе, которые имеют сходство с человеческими волосяными фолликулами. После того, как гусиные перья выдергивают, на их местах остаются выступы.
Обиходное название «мурашки» связано со сравнением с муравьями, бегающими по телу.